# باول إليوت مارتن
باول إليوت مارتن (بالإنجليزية: Paul Elliott Martin)‏،(31 ديسمبر 1897 - 1975) أسقف أمريكي للكنيسة الميثودية والكنيسة الميثودية المتحدة انتخب في عام 1944. تميز أيضًا بكونه راعيًا ميثوديًا ومراقبًا للمنطقة فضلاً عن خدمة جليلة لطائفته.